# Holby Blue
Holby Blue is een Britse politieserie waarvan in 2007 reeds 8 afleveringen werden geproduceerd. De serie speelt zich af bij het Holby South politie station in de denkbeeldige stad Holby. De serie in een soort vervolg op de series Casualty en Holby City. Het leven van de politiemensen die op dit bureau werken wordt in beeld gebracht.

## Rolverdeling
- Cal MacAninch als Detective Inspector John Keenan
- Chloe Howman als Constable Kelly Cooper
- David Sterne als Desk Sergeant Edward 'Mac' McFadden
- Elaine Glover als Constable Lucy Slater
- James Hillier als Custody Sergeant Christian Young
- Jimmy Akingbold als Constable Neil Parker
- Kacey Ainsworth als Inspector Jenny Black
- Kieran O'Brien	als Constable Robert Clifton
- Richard Harrington als Detective Sergeant Luke French